# Dieter Moherndl
Dieter Moherndl (Trostberg, 20 de enero de 1968) es un deportista alemán que compitió en snowboard. Ganó una medalla de plata en el Campeonato Mundial de Snowboard de 1997, en la prueba de eslalon.

## Medallero internacional
| Campeonato Mundial | Campeonato Mundial   | Campeonato Mundial | Campeonato Mundial |
| Año                | Lugar                | Medalla            | Competición        |
| ------------------ | -------------------- | ------------------ | ------------------ |
| 1997               | San Candido (Italia) | Medalla de plata   | Eslalon            |